# Serenade voor fluit, harp en strijkers
De Serenade voor fluit, harp en strijkers opus 35 is een compositie van Howard Hanson uit 1945.
Deze eendelige compositie is geschreven als een soort hofmakerij annex bruidsschat aan Margareth Elizabeth Nelson, zijn latere vrouw. Dit werk is in opdracht geschreven voor het plaatselijk radiostation WHAM in Rochester (New York) voor hun programma Treasures in Music.

De muziek kan prima dienen als afsluiting van de dag; de dwarsfluitklanken zijn ingebed in de klanken van de harp en strijkers. Eenzelfde methode paste Hanson later toe in zijn Pastorale voor hobo, harp en strijkers; de harp treedt hier wat meer op de voorgrond dan in de Pastorale.

## Bron en discografie
- Uitgave Naxos; Philadelphia Virtuosi Kamer Orkest o.l.v. Daniel Spalding;
- Uitgave Delos International; New York Chamer Orchestra of the 92nd Street Y, o.l.v. Gerard Schwarz.